# K. S. L. Swamy
Kikkeri Shamanna Lakshminarasimha Swamy (Kikkeri, Reino de Mysore, India británica, 1938 - Bangalore, 20 de octubre de 2015) fue un director de cine, productor, actor y cantante de playback indio. Se dedicó a trabajar en el cine a una edad temprana como asistente de famosos directores de su época, como G.V. Iyer y M.R. Vittal. Debutó como director de cine independiente en una película de 1966 titulada Thoogudeepa. Sus otras películas, como Gandhinagara (1968), Bhagya Jyothi (1975) y Malaya Marutha (1986), también tuvieron éxito. Su película de 1989 titulada Jamboo Savari ganó el Premio Nacional de Cine como la Mejor Película Infantil en los 37.° Premios Nacionales de Cine de la India.
Swamy fue un estrecho colaborador del director Puttanna Kanagal y completó dos de sus películas como "Masanada Hoovu" (1984) y el largometraje de "Saavira Mettilu", que fueron publicados en el 2006, tras la muerte del director antedicho. Al reconocer su contribución en el cine, Swamy fue galardonado el Premio Nacional de "Dr. B. Saroja Dev" en el 2013. Estaba casado con la exactriz B. V. Radha.

## Filmografía

### Como director
- Thoogudeepa (1966)
- Lagna Patrike (1967)
- Gandhinagara (1968)
- Bhagyada Bagilu (1968)
- Manku Dinne (1968)
- Anna Thamma (1968)
- Arishina Kunkuma (1970)
- Lakshmi Saraswathi (1970)
- Aaru Mooru Ombatthu (1970)
- Bhale Adrushtavo Adrushta (1971)
- Sri Krishna Rukmini Satyabhama (1971)
- Kulla Agent 000 (1972)
- Devaru Kotta Tangi (1973)
- C. I. D. 72 (1973)
- Bhagya Jyothi (1975)
- Makkala Bhagya (1976)
- Tulasi (1976)
- Devara Duddu (1977)
- Magiya Kanasu (1977)
- Mugdha Manava (1977)
- Banashankari (1977)
- Aluku (1977)
- Driver Hanumanthu (1980)
- Bhoomige Banda Bhagavantha (1981)
- Jimmi Gallu (1982)
- Matthe Vasantha (1983)
- Kranthiyogi Basavanna (1983)
- Mutthaide Bhagya (1983)
- Karune Illada Kanoonu (1983)
- Huli Hejje (1984)
- Pithamaha (1985)
- Malaya Marutha (1986)
- Mithileya Seetheyaru (1988)
- Jambu Savari (1989)
- Harakeya Kuri (1992)
- Maha Edabidangi (1999)
- Savira Mettilu (2006)... co-directed